# 因瓜多納鎮區 (明尼蘇達州卡斯縣)
因瓜多納鎮區（英語：Inguadona Township）是一個位於美國明尼蘇達州卡斯縣的行政鎮區。

## 人口
根據2020年美國人口普查的數據，因瓜多納鎮區的面積為98.80平方千米，當中陸地面積為89.70平方千米，而水域面積為9.10平方千米。當地共有人口176人，而人口密度為每平方千米2人。